# Almohades
Els almohades (de l'àrab الموحدون, al-muwaḥḥidūn, i. e. ‘els monoteistes' o ‘els unitaristes’) (1121-1269) foren un moviment religiós amb un fort influx amazic que va inspirar diversos estats a l'extrem occidental del món islàmic al segle xii. Conqueriren tot el nord d'Àfrica, fins a Egipte, i l'Àndalus (1145-1146). Cal entendre per dinastia almohade la dels imams o califes que van dirigir el moviment (emparentats després del segon califa, que va donar lloc a la dinastia mumínida) quan el moviment religiós esdevé també polític, mentre que les dinasties que van sortir a la seva ombra o del seu desmembrament, tot i que van defensar el mateix corrent religiós, són conegudes pels noms propis de cadascuna.
La seva història es compon de tres fases principals: una d'expansió (1117-1163) que va durar fins a la mort del primer califa; una altra d'apogeu (1163-1199); i una tercera de declivi (1199-1268) fins a la seva desaparició, primer a al-Àndalus (1229) i després al Magrib (1268).
Probablement, el cabdill (i califa) més famós dels almohades siga Abu-Yússuf Yaqub al-Mansur (1184-1199). Al-Mansur es va guanyar aquest apel·latiu per la batalla d'Alarcos contra Alfons VIII de Castella, el 1195. El seu successor, però, Muhàmmad an-Nàssir (1199-1214), també es va fer famós per la derrota a la batalla de Las Navas de Tolosa, el 1212.

## Història

### Els orígens
La dinastia s'origina amb Ibn Tumart, membre dels masmuda, una tribu amaziga de la serralada de l'Atles. Ibn Tumart era fill d'un lamparer en una mesquita, era petit i deforme i vivia com un devot captaire, i ja era conegut de ben jove per la seva pietat. De joves va fer el hajj a la Meca, d'on va ser expulsat per criticar la laxitud dels altres, i des d'allà va arribar a Bagdad, on va assistir a l'escola del teòleg ortodox Abu-l-Hàssan al-Aixarí. Va combinar els ensenyaments del seu mestre amb parts de les doctrines d'altres mestres i la mística d'Al-Ghazalí. El seu principi fonamental fou un estricte unitarisme que negava l'existència independent dels atributs de Déu, per ser incompatible amb la seva unitat i, per tant, amb una idea politeista. Ibn Tumart, de fet, va representar una rebel·lió contra el que ell percebia com a antropomorfisme en l'ortodòxia musulmana. Seguint aquests principis radicals, ell i els seus partidaris es van enfrontar amb els almoràvits, que havien imposat una rígida ortodòxia malikí, però que amb prou feines havien transformat els costums populars poc d'acord amb l'Alcorà. Si bé va ser Ibn Túmart qui va crear la doctrina que va atorgar cohesió i fonament al nou moviment polític i religiós, va ser el seu seguidor i successor al capdavant d'aquest, Abd al-Mumin el que va aportar el geni militar per convertir-lo en un gran imperi que va dominar el Magrib i al-Àndalus.
Expulsat de Marràqueix el 1120 per les autoritats almoràvits amb què s'havia enfrontat malgrat les escasses diferències doctrinals que tenia amb aquestes, Ibn Túmart es va instal·lar a la seva regió natal del Sus. Allí va predicar contra els almoràvits i, a finals del 1121, els seus seguidors el van reconèixer com a mahdi. Poc després es va traslladar a Tinmal, on va haver de repel·lir successives campanyes almoràvits. El seu moviment va anar estenent-se per les muntanyes, si bé no va aconseguir conquerir la propera capital almoràvit, que va atacar el 1129-1130. Poc després d'aquesta derrota, a l'agost del 1130, va morir Ibn Túmart, i el va succeir al capdavant del moviment Abd al-Mumin. Aquest va tenir complicat fer-se acceptar per tots els seguidors del difunt i només ho va aconseguir el 1133. Durant aquest temps, es va amagar la mort del fundador del moviment almohade. Aleshores, els almohades s'havien apoderat ja de part de l'Alt Atles.

### Lluites contra els almoràvits

Fases de l'expansió almohade.

En el 1132, Abd al-Mumin va dirigir la seva primera campanya militar, contra les tribus de la regió del riu Draa, al sud del Gran Atles. Encara que se'n desconeix el resultat, se sap que quan va tornar a Tinmel es va proclamar califa. Els primers anys del seu regnat van ser de redoblament de les correries contra els almoràvits.
A continuació va tenir lloc la llarga campanya de set anys (1139-1146) que va concloure amb la derrota total dels almoràvits. La primera derrota d'aquests els va privar de gairebé tota la Tadla. Fins i tot alguns grups de Cenhegies de la muntanya es van passar a les files almohades. Cap al 1140 i després de diverses campanyes amb sort diversa, els almohades van aconseguir apoderar-se de l'alt Sus. Fins aleshores els xocs no van deixar un clar vencedor: mentre que els almohades s'estenien sense fre per les muntanyes, els almoràvits seguien controlant les planes. La lluita contra els almohades va quedar a partir del 1139 en mans del nou hereu al tron almoràvit, Taixfín ibn Alí, que havia destacat en la lluita contra els cristians de la península Ibèrica i havia substituït com a tal el seu germà Sir, mort. Aleshores, però, els almoràvits van perdre el control de l'alt Sus. Mantenint-se a les muntanyes, els almohades van avançar per les valls de l'Atlas mitjà i el van sotmetre fins a la línia del Muluya. A finals del 1141, a les successives campanyes havien dominat l'Atlas mitjà i gran part de la zona dels oasis, inclòs Tafilalet. Els almoràvits van perdre el contacte amb la seva regió d'origen, el Sàhara. Cap al 1142-1143, els almohades van assolir els voltants de Tremissèn, on se'ls va unir la tribu Kumiya, a la qual pertanyia Abd al-Mumin. El 1142, es van apoderar de gran part del Marroc septentrional muntanyós, encara que sense infligir grans derrotes a l'enemic. L'any decisiu de la contesa va ser el de 1145. Al febrer d'aquest any, va morir defensant Orà Ben Ali; els almohades van conquerir immediatament la ciutat. Després van fer el mateix amb Oujda i Guercif. Seguidament, el califa es va tornar cap al Marroc per conquerir per fi les ciutats de les planes. Van caure a les mans Fes, Mequines, Salé i Ceuta al maig del 1146. L'almirall de la flota enemiga es va passar a les seves files. Al juny va començar el setge a Marràqueix, que va ser presa pels almohades el 24 de març de 1147. L'emir almoràvit va morir en els combats. La resta de l'any Abd al-Mumin es va dedicar a purificar la ciutat i aixafar una revolta al Sus, encara que no va deixar d'enviar un petit contingent a al-Àndalus, on els Estats cristians estaven realitzant importants conquestes.
Mentre es verificava el setge de Marràqueix, els almohades van perdre diverses importants ciutats (Ceuta, Tànger, Salé i Algesires), fonamentalment per alçaments contra ells. Entre maig i juny del 1148, però, van aixafar els rebels i van recuperar les places. Aquestes victòria els va deixar expedit el pas a la península ibèrica.

### Dinastia mumínida
Abd-al-Mumin va mantenir en secret la seva mort durant dos anys, fins que va tenir prou influència. Entre el 1130 i la seva mort el 1163 va eliminar els almoràvits i va estendre el seu poder sobre tot el nord d'Àfrica fins a Egipte, convertint-se en emir de Marràqueix el 1149; el 1152 foren ocupades Alger, Bugia, la Qala dels Banu Hammad i Constantina; el 1159 Tunis, Mahdia, Sfax i Trípoli de Líbia (aquestes tres últimes arrabassades als normands).
Els almoràvits de Batalyaws i Qúrtuba no estaven d'acord amb el moviment independentista de l'Àndalus, i l'imamat de Màrtula és annexionat el 1145 a l'emirat de Batalyaws. Abu-l-Qàssim Àhmad ibn Hussayn ibn Qassi va anar al Magrib, es va entrevistar amb el califa almohade Abu-Yaqub Yússuf ibn Abd-al-Mumin i va tornar amb tropes que el van ajudar a recuperar el seu regne i el domini de Jerez de la Frontera, Arcos, Ronda i Niebla. El 1146 ja Xeres i Cadis van reconèixer al sobirà almohade i el 1147 es va ocupar Sevilla; El 1148 almoràvits ja només conserven Gharnata, que va caure en mans almohades en 1155, i les illes Balears, on van marxar nombrosos partidaris dels almoràvits i des d'on es feien atacs constants a les costes del nord d'Àfrica, i que va caure en 1203.
Una delegació d'emirs andalusins va anar a Salé per reconèixer el poder almohade el 1150; el 1170 els almohades transferiren la seva capital a Ixbíliya fundant la gran mesquita la torre dels quals, la Giralda, es va erigir el 1184 per magnificar la marca de Yaqub al-Mansur; el 1172 van dominar l'Àndalus oriental i després València, Jaén i Múrcia.
Els prínceps almohades van tenir una més llarga i distingida carrera que els almoràvits. Els successors d'Abd al-Mumín van ser homes capaços que inicialment van dur a molts jueus i cristians a refugiar-se en els creixents estats cristians del regnes de Portugal, Castella i Aragó, però al final es van torna menys fanàtics que els almoràvits. El títol d'al-Mansur, el victoriós, va ser guanyat per la derrota que va infligir a Alfons VIII de Castella a la batalla d'Alarcos el 1195. Però ja a l'Àfrica del nord començava la lluita contra els prínceps almoràvits Banu Ghàniya de Mallorca, que, mercès a la marina, es van estendre cap aquesta zona. Muhàmmad an-Nàssir (1198-1211) va poder dominar als Banu Ghàniya (1205).

### Expansió per la península ibèrica

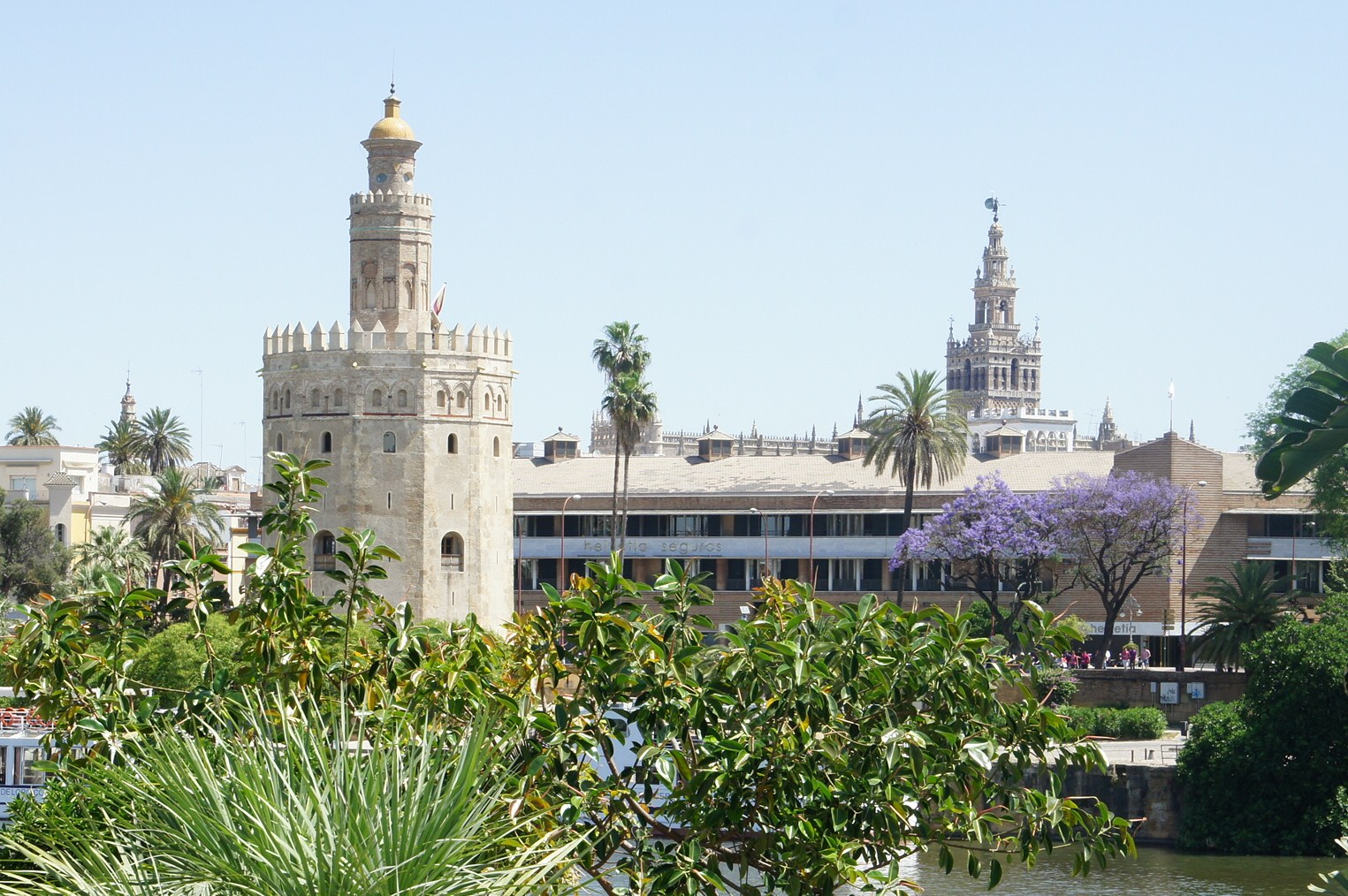
La capital de l'al-Àndalus almohade va ser Sevilla. A l'esquerra de la imatge, la Torre del Oro, fortificació albarrana del qual el primer cos és una construcció almohade de 1221.

La petició d'auxili del senyor de la Taifa de Mértola, Ibn Qasi el setembre-octubre del 1145 va impel·lir el califa a enviar un primer contingent militar a al-Àndalus a la primavera de l'any següent. Alfons VII de Lleó, que aleshores assetjava a un general almoràvit a Còrdova, va abandonar el setge en conèixer la notícia al maig. També durant la primavera l'almirall de la flota almoràvit, que s'acabava de passar a les files almohades, va sotmetre a Cadis a l'autoritat del califa. Al mateix temps que s'esdevenia el llarg setge de Marràqueix, diversos senyors andalusins més van acceptar l'autoritat del califa almohade, la qual cosa després va facilitar la conquesta de la península.
L'enviat del califa, un antic almoràvit, va passar a la primavera del 1147 a la península ibèrica on, cooperant amb les forces Ibn Qasi, que s'havia alçat contra els almoràvits, va aconseguir sotmetre Jerez, Niebla, Mértola i Silves a l'Algarve, Beja i Badajoz. Al gener del 1148, les forces almohades i els seus penjats van conquerir Sevilla. Els almoràvits es van encastellar a Carmona. Una gran rebel·lió de les tribus del Sus i de l'Atles occidental, que es va estendre a Ceuta, Tànger i Sigilmasa, va detenir temporalment l'expansió. No només gran part del Magrib marroquí es va alçar contra el califa, sinó que també ho van fer els territoris andalusins que se li havien sotmès, excepte Ronda i Jerez. L'assetjament d'Alfons VII al general almoràvit Yahya ibn Ganiya, a qui va fer pagar tribut, va impel·lir-lo a acordar-se amb els almohades. A canvi del seu auxili, els va cedir Còrdova i Carmona. Alfons va intentar novament conquerir Còrdova, però l'arribada d'auxilis vinguts del Magrib, de Niebla, Ronda i Jerez el van fer parar a l'empresa i retirar-se.
Al maig i malgrat el sosteniment ofert als rebels pel governador almoràvit de Còrdova, el califa va aconseguir sufocar l'aixecament. El 1150, l'autoritat califal va ser reconeguda pels senyors de Ronda, Jerez, Badajoz, Tavira, Beja, Évora i Niebla. Abd al-Mumin va ordenar després una depuració de l'administració per eliminar els abusos, però també una gran purga de les tribus en què van morir unes trenta mil persones, tingudes per desafectes. El 1153, els almohades es van apoderar de Màlaga; en els anys següents, de Granada; en 1157, d'Almeria i en 1157-1158, van dominar completament l'Algarve. Alhora, els Estats cristians peninsulars van aprofitar la contesa per estendre's cap al sud, i van conquerir importants places com Lisboa, Lleida o Tortosa. L'àrdua conquesta andalusina va quedar en tot cas en mans de generals i governadors, mentre el califa es dedicava a subjugar el Magrib. La capital de l'al-Àndalus almohade va ser Sevilla i en temps de l'expansió pel Magrib oriental el governador dels territoris peninsulars era el fill i successor del califa, Abu Yaqub.
A finals de la dècada de 1150 (1157-1160), els almohades van patir una altra sèrie de greus revessos a al-Àndalus: els rebels dominaven Carmona, Écija, Úbeda, Baza, Jaén i assetjaven Còrdova. Els problemes a al-Àndalus i, en especial, l'amenaça a Sevilla, van fer que el 1160 Abu Yaqub sol·licités amb urgència l'auxili del seu pare, que va començar al punt els preparatius per a una gran campanya a la península, que finalment no va poder dur a terme doncs va morir. Els almohades, embrancats en el sotmetiment dels territoris andalusins, van trigar diverses dècades des de la seva primera aparició a la península a enfrontar-se als Estats cristians del nord, malgrat la greu crisi en què es trobaven sumits aquests després de la mort d'Alfons VII de Lleó i la divisió que aquest va ordenar en el seu testament de Lleó i Castella. La primera gran campanya almohade contra els Estats septentrionals es va verificar el 1174.

### Conquesta del Magrib central i oriental

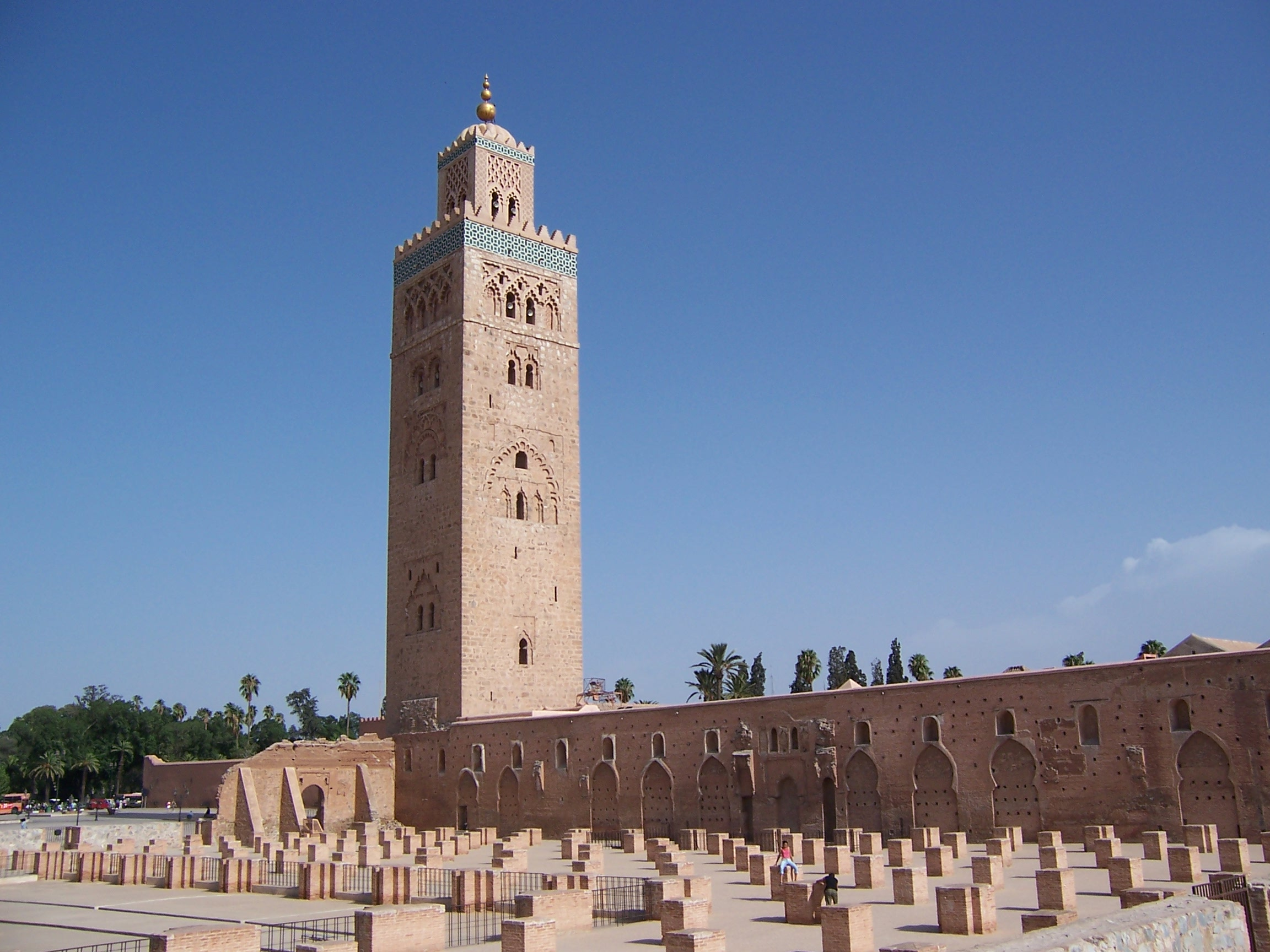
Mesquita Kutubia de Marràqueix, capital de l'Imperi almohade.

Dominat ja gairebé al-Àndalus, Abd al-Mumin va emprendre dues campanyes en què va conquistar la resta del Magrib que encara no estava al seu poder. La primera la va realitzar el 1152-1153 contra els hamadites, del territori del qual es va apoderar. Alger, Bugia, Constantina i Bona, entre altres municipis, van caure a les seves mans, gairebé sense haver de combatre. Quan la zona semblava controlada, però, es van rebel·lar algunes tribus cenhegies i àrabs, a les quals el califa va derrotar, assegurant així el domini de la regió.
El 1153-1155, Abd al-Mumin va proclamar el seu fill successor, cosa que va precipitar l'aixecament de diversos grups contra aquest intent de fundar una dinastia. Abd al-Mumin va aixafar els rebels amb l'ajuda dels grups àrabs acabats de sotmetre. Va derrotar les cinc tribus que havien constituït fins aleshores el nucli del moviment: la Hintata, Tinmal, Ganfisa Gadmiwa i Harwa. Els xeics masmudites, tan importants en els primers temps del moviment, van quedar relegats a un segon pla durant el regnat dels primers califes de la dinastia d'Abd al-Mumin, tot i que van recobrar part del poder després, amb la crisi de l'Estat. Arrumbats els masmudites, Abd al-Mumin es va sostenir gràcies al suport de la seva pròpia tribu, la Kumiya, i dels grups àrabs. Va crear a més un nodrit grup de funcionaris menors, els hafets, fonamentalment d'origen àrab i versats a la doctrina almohade, que van substituir els caps berbers a la nova administració estatal. A partir de llavors va començar a més a lliurar governs provincials a alguns dels seus fills, en general acompanyats d'algun notable almohade.
A la següent campanya per la regió, escomesa el 1159-1160, es va apoderar d'Ifriqiya, va arribar a Trípoli i va eliminar la presència cristiana a la zona, que havia expulsat d'ella als zirites i s'havia estès per la costa. Va prendre a Roger II de Sicília la ciutat de Mahdia, que aquest havia conquerit el 1147-1148, el 21 de gener de 1160. Aprofità aquestes conquestes per afegir a les seves forces soldats de les tribus àrabs que habitaven la regió des del segle anterior. L'amenaça normanda a la zona va ser la que va portar al sobirà almohade a partir de Marràqueix per emprendre-hi una ofensiva.

### Problemes a l'al-Àndalus i revoltes al Magrib
El novembre del 1160, el califa va passar a al-Àndalus per coordinar amb els seus lloctinents la gran campanya de submissió del territori. Les seves forces van recuperar Carmona després d'àrdua campanya el 1161. El califa va passar dos mesos a la península, organitzant el seu govern, abans de tornar al Magrib el gener del 1161. Si a finals del 1161 els almohades van recuperar Carmona, l'any següent van perdre Granada, lliurada per un dels seus habitants jueus als seus enemics a causa del descontentament que s'escampava entre la població hebrea per la conversió forçosa a l'islam que havien imposat els magribins. Els andalusins van derrotar als seus voltants les forces que van acudir per recuperar la plaça, però la van perdre davant un gran exèrcit enviat amb la mateixa finalitat al juliol. A l'oest, els portuguesos es van apoderar durant quatre mesos de Beja, que van haver d'evacuar l'abril del 1163, després d'arrasar-la.
La principal tasca del califa el 1162 va ser preparar la gran expedició que pensava emprendre a la primavera de l'any següent, i per a la qual va reunir una gran flota. Abd al-Mumin va morir a Salé el maig del 1163, quan afanyava tropes per realitzar una campanya a la península Ibèrica. Poc abans havia decidit canviar d'hereu: Muhammad, tingut per dissolut, va deixar el lloc al seu germà Abu Yaacub Yúsuf, que havia acudit a Marràqueix. Altres dos germans, senyors de Fes i Bugia, descontents amb la decisió, van morir poc després.
Abu Yaacub Yúsuf va heretar el tron, però va tenir dificultats per sostenir-s'hi, i va haver d'afrontar aixecaments dels Gumara (al voltant de Ceuta, el 1167) i estabilitzar la situació a l'al-Àndalus. Únicament superats aquests problemes va assumir el títol de amir al-mu'minin, en el 1168. El 1165 i després d'esclafar una revolta berber en contra, va poder enviar tropes a la península ibèrica, que van obtenir una sèrie de victòries. Van vèncer una host cristiana vinguda de Santarén que va intentar fer-los front i van arrabassar diverses importants posicions (Andújar, Vélez Rubio) a Muhàmmad ibn Mardanix, que va haver de reduir la fustigació a què tenia sotmesa a Còrdova. Seguidament, ho van batre prop de Múrcia a mitjan octubre. Incapaços de reduir la plaça, les forces almohades van talar els voltants i es van retirar. Les incursions d'Ibn Mardanix van continuar. El 1166-1167 els berbers gumara es van alçar contra l'emir entre Ceuta i Alcazarquivir; la revolta fou aixafada l'estiu del 1167.
A al-Àndalus, al setembre d'aquell any, els almohades es van apoderar de Tavira, que s'havia mantingut en rebel·lia des de 1151. Els avenços portuguesos entre 1165 i 1169 (conquesta de Trujillo, Càceres i Évora [1165]; de Badajoz [1169]) feren que Ferran II de Lleó s'acabés amb els almohades i els ajudés a recuperar Badajoz. Poc després i per assegurar-se possibles conquestes a Extremadura, el rei lleonès va fundar l'Orde de Sant Jaume, a la qual va concedir terres al nord de la regió. Més a l'oest, els castellans continuaven amb les seves correries i el 1170 van talar les terres de Ronda i Algesires.
Al juny del 1169, un ultimàtum almohade als senyors andalusins perquè se sotmetessin definitivament al califa no va aconseguir convèncer Ibn Mardanix, però sí al seu sogre i fins llavors aliat, Ibrahim ibn Hamushk, senyor de Jaén amb qui les relacions s'havien agreujat. Ibn Hamushk va continuar prement Còrdova i, des del canvi del seu sogre, també Jaén, que els almohades van tenir dificultats a defensar. Aquest mateix any, el califa es va reunir amb els seus governadors andalusins per preparar per fi una campanya dirigida en persona pel califa a la península. La llarga malaltia, de setembre d'aquell any a novembre del següent, li va impedir fer-ho com estava previst, per la qual cosa va delegar el comandament d'algunes forces en un dels seus xeics, que va passar a la península el juliol del 1170, va socórrer Badajoz i després va anar a enfrontar-se a Ibn Mardanix la primavera del 1171. Els almohades van prendre Quesada i van tornar davant Múrcia. Al cap de poc, Lorca, Baza, Elx, Almeria i Alzira es van rebel·lar contra Ibn Mardanix i es van lliurar als almohades. L'arribada d'un nou exèrcit almohade el 8 de juny, aquesta vegada al comandament del califa mateix, va desbaratar els intents d'Ibn Mardanix i el seu germà —senyor de València— de recuperar Alzira.
El 1171 Abu Yaacub Iúsuf va tornar a al-Àndalus, on va romandre fins al 1176; durant la seva estada va emprendre diverses campanyes de poc èxit. A la primera, realitzada el juliol del 1171, part de l'exèrcit va córrer les terres toledanes, mentre el califa i el gruix dels seus hosts romanien a Còrdova. Al setembre va tornar a Sevilla, on es va encarregar d'atendre els assumptes governamentals andalusins. Mentrestant, un dels seus germans continuava l'assetjament a Ibn Mardanix. Aquest, abandonat de tots, va accedir a sotmetre's al califa, però va morir abans de poder-ho fer, el març del 1172. Els seus familiars, que a l'últim moment s'havien alçat contra ell, es van reconciliar amb els almohades i van recuperar part dels seus senyorius (València, Dénia, Xàtiva o Alzira). Abu Yaacub Iúsuf, no obstant, va assentar part de les seves tropes, tant berbers com àrabs, a la regió.
Sotmès el Llevant, l'exèrcit almohade es va tornar contra els castellans, que oficialment estaven en pau amb el califa, però que privadament havien combatut com a mercenaris a sou d'Ibn Mardanix. Tot i la conquesta de Vilches i Alcaraz a finals de juny del 1172, la campanya no va tenir gaire èxit. Després de travessar la frontera castellana, l'exèrcit va assetjar infructuosament Huet durant deu dies al juliol, amb notable desinterès del califa per la sort dels combats. Abandonat el setge, l'exèrcit va partir a socórrer Conca, cercada pels cristians des de feia cinc mesos, i va aconseguir desbaratar el setge. A finals de mes va començar la precària retirada, mal preparada, pel Llevant i al començament de setembre estava de tornada a Sevilla.
El 1173 els almohades van abordar sengles incursions contra Talavera i Toledo, van recuperar Beja de mans dels portuguesos, que l'havien incendiat, i van signar una treva amb Portugal i Castella. Entre 1174 i 1178, els almohades van estar en guerra amb els lleonesos. En 1174, van desposseir els lleonesos d'Alcántara i de gran part dels territoris al sud del Sistema Central i van assetjar en va Ciudad Rodrigo.
El 1176 el califa va retornar al Magrib, assotat per una epidèmia de pesta que es va estendre a l'al-Àndalus. A l'any següent els castellans van atacar Conca i els almohades, Talavera. Conca va caure després de nou mesos de setge, en octubre. En caducar la treva, Alfons I de Portugal va ordenar incursions en terres d'Arcos i Jerez el 1177 i Sevilla i el Baix Guadalquivir l'any següent. Els combats, aferrissats, es van estendre a l'Algarve.

### Revoltes a Ifriqiya i enfrontament amb els Banu Ganiya

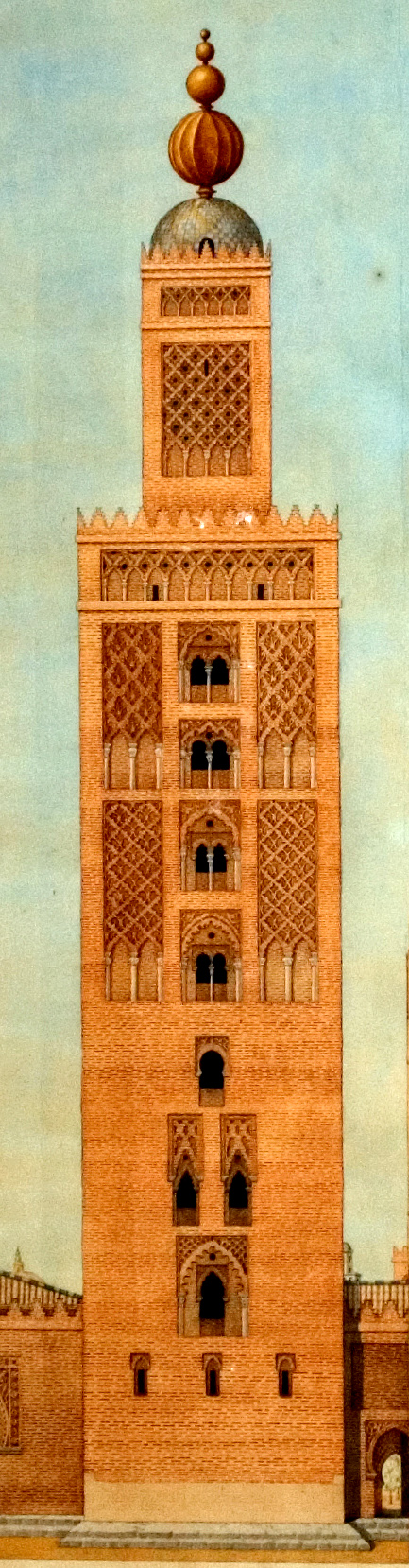
La Giralda de Sevilla en època almohade, segons una làmina d'Alexandre Guichot. Les obres de construcció les va ordenar el califa Abu Yaqub Yúsuf, que havia estat governador de la ciutat abans d'assolir el tron, poc abans de morir, el 1184 i es van escometre al regnat del seu fill i successor, Abu Yúsuf Yaqub al-Mansur.

Abu Ya'qub Yúsuf també va haver de realitzar una campanya per Ifriqiya que, en ser una província llunyana, tendia a la rebel·lia. En efecte, la província va ser un focus continu de problemes per a l'imperi per la seva llunyania del centre polític i va acabar amb el temps en mans d'una dinastia local, els hàfsides. El 1180, una nova rebel·lió a Gafsa en què va morir el governador almohade va desencadenar una altra intervenció del califa. Després d'aquesta campanya, d'escàs èxit, ja que moltes tribus van continuar fustigant als almohades, nous contingents àrabs van passar al Magrib occidental, per participar en la guerra santa a la península Ibèrica.
A finals de setembre del 1183, van començar a reunir-se les hosts que havien de passar a la península Ibèrica per aturar els avenços portuguesos. El maig del 1184 l'exèrcit va creuar l'estret. Abu Yaqub Yúsuf va morir al juliol, enmig de la intervenció a l'al-Àndalus —va morir en el setge de Santarém—, i li va succeir el seu fill, Abu Yúsuf Yaqub al-Mansur. La proclamació d'aquest com a sobirà i califa va esdevenir a Sevilla, i després es va confirmar a Marràqueix, sense cap oposició. Home piadós, més inclinat a l'escola zahirita que a la predominant malikita, va anar perdent la devoció pel fundador del moviment almohade, tendència que va culminar després en el seu fill, que va abandonar el credo de Ibn Túmart. La seva religiositat el va fer perseguir la filosofia i la lògica i ordenar la destrucció de les obres dedicades a aquestes matèries. Al final del seu regnat va obligar a més els jueus a vestir de manera especial, perquè se'ls distingís.
Al-Mansur va posar fi immediatament a la campanya militar i va tornar amb l'exèrcit al Magrib. Com que havien fet el seu pare i el seu avi, va continuar incorporant contingents àrabs a l'exèrcit i, com ja havia fet el seu pare, va incloure també soldats d'origen turc. Amb aquest sobirà l'imperi va aconseguir el seu apogeu, si bé el regnat va estar quallat de problemes, principalment la crisi a l'al-Àndalus i la rebel·lió d'Ifriqiya, fomentada pels Banu Ganiya. Aquests últims eren descendents dels desapareguts sobirans almoràvits. Els problemes magribins van fer que, malgrat les dificultats que passaven els seus partidaris andalusins per les escomeses portugueses i castellanes, el califa no pogués passar a la península fins al 1190.
El 22 de maig de 1185, Ali ibn Ishaq ibn Ganiya va prendre Bugia. Per la mateixa època, Qaraqus, un soldat mameluc d'un nebot de Saladí, es va apoderar del Fezzan i després del Jabal Nafusa. Tots dos van unir forces contra els almohades. Amb ajuda d'algunes tribus àrabs, els Banu Ganiya es van fer després amb Alger, Asir, Miliana i Qal'a. Van perdre Bugia al cap de set mesos de conquerir-la, recuperada per una flota almohade, però, juntament amb Qaraqus, van conquerir altres places: Gabes, Gafsa. Qaraqus va conquerir Trípoli.
Per acabar amb la rebel·lió, al-Mansur va partir cap a la província des de la capital imperial el 17 de desembre de 1186. Part de l'exèrcit va resultar vençut al juny del 1187 a prop de Gafsa. El califa a continuació va batre els enemics el 14 d'octubre, a prop de Gabes. A continuació, va anar sotmetent totes les ciutats de la regió que estaven en poder de la lliga enemiga. L'èxit de la campanya va ser, però, temporal, i no va acabar amb les accions enemigues, que van continuar. A finals de la dècada del 1190, la regió es trobava novament en rebel·lió i en part en poder dels Banu Ganiya, Qaraqus i els seus aliats àrabs.
El califa va haver d'afanyar-se a tornar al Magrib occidental el 1188 perquè dos dels seus oncles i un germà havien aprofitat la seva absència per conspirar contra ell. La confabulació, però, va fracassar, i els tres caps van morir. Conclosa la campanya a l'est, el sobirà almohade es va haver d'afanyar a passar a l'al-Àndalus per fer front a les incursions portugueses i castellanes, cada cop més greus. El 3 de setembre del 1189 i després de quatre mesos de setge, Sanç I de Portugal i una flota creuada van conquerir Silves. Per la seva banda, Alfons VIII de Castella seguia amb les seves cavalcades pel sud peninsular i el juny del 1190 es va apoderar de Magacela i després de Calasparra.

### Resistència i daltabaix a l'al-Àndalus
Després de les campanyes al Magrib, el califa va poder passar per fi a al-Àndalus la primavera del 1190. Va signar una treva amb els castellans i, en tenir una vigent amb els lleonesos, es va dedicar a combatre els portuguesos. Va enviar forces a córrer les terres de Silves i Évora mentre que, amb el gruix de l'exèrcit, va marxar a prendre Torres Novas. Després va patir una lleu derrota a Tomar i va tornar a Sevilla a finals de juny. L'abril del 1191 va partir a recobrar Alcácer do Sal, que va conquerir al juny. Després de desmantellar una sèrie de castells portuguesos (Palmada, Coina i Almada) va assetjar Silves, que va caure en poder seu a finals del mateix mes de juny. Els portuguesos es van venir llavors a signar una treva. L'octubre del 1191 i després de signar treves, que havien de durar fins al 1195, amb castellans i lleonesos, va tornar al Magrib.
Abu Yúsuf Ya'qub retornà a la península ibèrica el juny del 1195, perquè havia caducat la treva signada amb els castellans i aquests havien reprès amb decisió les seves incursions. Va infligir als cristians una aclaparadora derrota a la batalla d'Alarcos el 18 de juliol; el rei castellà no va esperar els reforços navarresos i lleonesos promesos, va atacar els musulmans i va resultar derrotat. Les forces almohades es van apoderar d'Alarcos i d'una sèrie de places properes. El califa es va negar a fer la pau amb els castellans, i va realitzar asseifes contra ells el 1196 i 1197. Va comptar amb la col·laboració dels lleonesos i amb els atacs simultanis de Navarra i Aragó contra Alfons. A la primera campanya, va prendre Montánchez, va ocupar Trujillo i Santa Cruz i va rendir Plasència. No va poder, però, prendre Talavera, Maqueda ni Toledo. El 1197 va realitzar una cavalcada similar, encara que una mica més extensa (va arribar a passar per les terres de Madrid, Alcalá de Henares, Guadalajara, Huete, Conca i Alarcón, abans de retornar per Jaén). Les incursions almohades van servir principalment per eliminar els llocs avançats castellans a La Manxa, ja que al Tajo se'ls van resistir moltes places. L'activitat dels Banu Ganiya el va impel·lir finalment a pactar amb els castellans, encara que no amb els lleonesos, abandonar les campanyes i tornar a Sevilla. D'allà va tornar a passar al Magrib l'abril del 1198, ja malalt, on va morir el gener de l'any següent. Va pujar al tron califal el seu fill Muhàmmad an-Nàssir.
Durant el regnat d'aquest, va quedar palès la incapacitat almohade per enfrontar-se alhora als Estats cristians peninsulars, als seus rivals magribins ia les revoltes al seu territori. El 1200, a Ifriquiya els almohades només conservaven Tunísia i Constantina, la resta del territori havia quedat sotmès als Banu Ganiya, que van vèncer les forces del califa en diverses ocasions. Per resoldre el problema, les autoritats del califat van decidir atacar el territori balear de l'enemic: a l'estiu del 1202 van enviar una flota des de Dénia que es va fer amb Eivissa; l'any següent, van conquerir Mallorca. Això no va desanimar els Banu Ganiya, que van continuar els seus avenços al Magrib oriental: el desembre del 1203, van desposseir els almohades de Tunísia. El febrer del 1205 el califa va partir al capdavant d'un exèrcit que va infligir una greu derrota a Yahya ibn Ganiya a l'octubre; aquest va haver d'abandonar Tunísia i altres ciutats i concentrar les seves forces en la defensa de Mahdia que, malgrat tot, va perdre el gener del 1206. El nou governador almohade, al qual se li van concedir amplíssims poders per acabar amb les restes dels Banu Ganiya, va ser l'avantpassat de la dinastia hàfsides que després va prendre el poder a la regió.
A la península les treves es van respectar fonamentalment fins a finals de la primera dècada del segle xiii. El maig del 1211 el califa va passar a Sevilla i va ser debelat l'any següent a la batalla de Las Navas de Tolosa per una àmplia coalició cristiana. Aquesta derrota va marcar l'extensió de la debilitat al califat. Als cristians, els va permetre reprendre la repoblació de la submeseta sud, encarregada, igual que la defensa de la zona, a les ordres militars. La victòria cristiana no va tenir grans efectes immediats, però, a causa de la crisi en què es van sumir Castella i Aragó gairebé immediatament, amb la mort dels seus reis i l'adveniment de menors d'edat. Muhàmmad an-Nàssir va tornar de seguida al Magrib després del daltabaix, es va tancar a l'alcàsser reial i va ser assassinat a dins pels seus cortesans a finals de desembre del 1213. Li va succeir un fill de poca edat, Abu Yaqub Yússuf II al-Mústansir, que va haver de fer front a la puixant amenaça berber dels benimerins.

### Apogeu
Abu Abdal·lah ibn Túmart havia nascut en una tribu berber, al nord-oest del Marroc, en un ambient molt auster on va destacar per la seva capacitat d'estudi. Cap als 18 anys, va emprendre un llarg viatge de quinze anys pel món àrab que el va portar a Còrdova, La Meca, Damasc i Bagdad entre altres grans ciutats. De tornada a la seva ciutat natal de Sus, va emprendre un moviment de reforma religiosa recolzat en tres grans pilars, i que sintetitza de manera original un gran nombre d'influències rebudes en el període anterior. Aquests tres pilars són:
- La necessitat de desenvolupar la ciència i el saber per consolidar la fe
- L'existència de Déu, que li sembla indubtable i es percep a través de la raó
- L'absoluta unitat d'Al·là, radicalment diferent de qualsevol de les seves criatures. Criticarà el costum típic de l'islam occidental d'associar el diví amb lo terrenal, dotant Al·là d'atributs antropomòrfics. Déu és un ens pur, gairebé abstracte, sense cap atribut que l'acosti a la nostra realitat. Aquesta unicitat absoluta es reflectia també en la seva manera d'entendre la comunitat islàmica, que havia d'estar dirigida per un imam, amb caràcter de guia i model, a qui tots han d'obeir i imitar.

Malgrat els esforços dels governants, la dinastia almohade va tenir problemes des d'un principi per dominar tot el territori d'al-Àndalus, especialment Granada i Llevant, on va resistir durant molts anys el famós Rei Llop, amb suport cristià. D'altra banda, algunes de les seves postures més radicals van ser mal rebudes per la població musulmana de la península ibèrica, aliena a moltes tradicions berbers. A principis del segle xiii havia aconseguit assolir la seva màxima expansió territorial amb la submissió de l'actual territori tunisià i la conquesta de les Balears.

#### L'amenaça cristiana d'al-Àndalus
Poc després, la victòria cristiana a la Batalla de Las Navas de Tolosa (1212) marca el començament de la fi de la dinastia almohade, no només pel resultat de l'encontre en si mateix, sinó per la subsegüent mort del califa al-Nàsir i les lluites successòries que es van produir i que van enfonsar el califat al caos polític.
En 1216-1217, els benimerins s'enfronten als almohades a Fes. En 1227 Ibn Hud es proclama emir de Múrcia, alçant-se davant dels almohades. En 1229 s'independitzen els hafsites de Tunísia. En 1232 Muhammad I de Granada, conegut com al-Ahmar es proclama emir a Arjona, Jaén, Guadix i Baza. El 1237 és reconegut com a emir a Granada. Un exèrcit format per forces de les Ordres Militars i del bisbe de Plasencia va posar lloc a la ciutat de Trujillo. Muhammad ibn Hud va acudir a la petició d'auxili, però es va retirar sense fustigar als assetjadors. La ciutat va ser conquerida el 25 de gener de 1232.

### Declivi

La península Ibèrica a l'època dels almohades

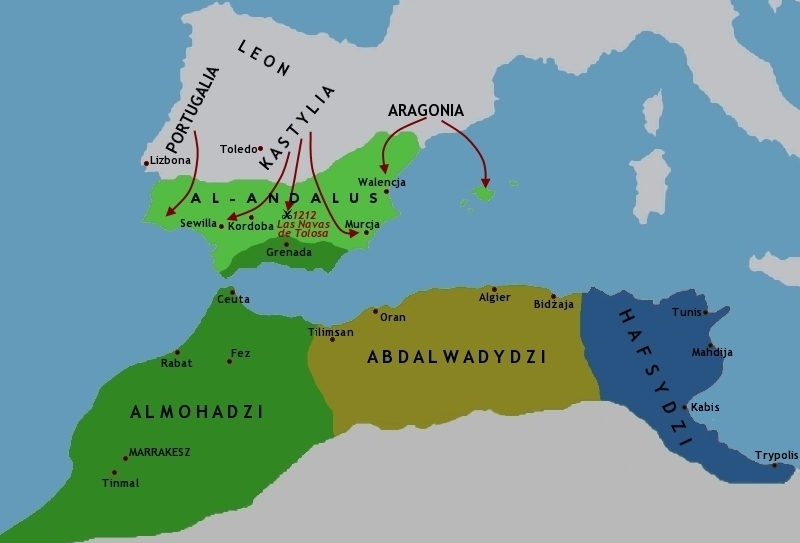
Els almohades després de 1212

Després de la batalla de Las Navas de Tolosa el 1212, i després de la mort d'al-Mustansir Yússuf a Marràqueix el 6 de gener de 1224, l'assemblea de cabdills almohades va proclamar califa Abu-Muhàmmad Abd-al-Wàhid, germà de Yaqub al-Mansur, però aquest nomenament no va ser acceptat a l'Àndalus perquè no podien fer front a les forces cristianes i alguns governants locals van preferir independitzar-se i sobreviure a la seva sort abans de continuar depenent d'un fals poder central que s'esvaïa sense remei. Abu-l-Ulà Idrís al-Mamun va arribar a repudiar la doctrina almohade.
El seu imperi es va desintegrar entre els hàfsides de Tunísia (1229), els Banu Zayyan o Banu Abd-al-Wad (zayyànides o abdalwadites) d'Alger (1235), els marínides del Marroc (1268) i les terceres taifes a la península, fent front als projectes expansionistes dels cristians mitjançant el vassallatge, abans de patir el desarrelament de l'expulsió, l'abandonament de les seves terres o el sotmetiment absolut. Aquestes taifes van marcar el final de la presència musulmana a la Península, només perllongada amb els mudèjars i després moriscos, persistint els trets culturals dels darrers andalusins. L'ordre polític i territorial es va establir al voltant de quatre governants: Muhammad ibn Yusuf ibn Hud al-Judhami, de 1228 a 1238 a Múrcia; Zayyan ibn Mardanix a Onda, des de 1228, i Balànsiya des de 1229 a 1238; Muhammad ibn al-Ahmar, des de 1232 a Arjona, fundador del regne nassarita de Granada i Xuayb ibn Muhàmmad ibn Mahfudh, des de 1234 a 1262 en un emirat que s'estenia de Niebla a l'Algarve.
Al Magreb, els almohades van fomentar l'establiment de cristians fins i tot a Fes, i després de la batalla de Las Navas de Tolosa van entrar ocasionalment en aliances amb els reis de Castella. Van aconseguir expulsar les guarnicions col·locades en algunes de les ciutats costaneres pels reis normands de Sicília. Van perdre territoris, a poc a poc, per la revolta de tribus i districtes, sent els seus enemics més efectius eren els Banu Marín que van fundar la següent dinastia. L'últim governant almohade Abu-Dabbús al-Wàthiq, va ser reduït a la possessió de Marràqueix, on morir el 1269.

### El final
El territori imperial va quedar repartit en una sèrie d'Estats regits per noves dinasties: benimerins, hàfsides, nassarites i abdalwadites. A l'al-Àndalus, el fracàs militar davant els Estats cristians i la incapacitat almohade per mantenir la unitat per la força van segellar la pèrdua de l'autoritat; zona, va portar al sorgiment dels hàfsides; a la zona central, van sorgir els abdalwadites, berbers; occidental, van ser benimerines, també berbers, els que van desposseir del poder als almohades.

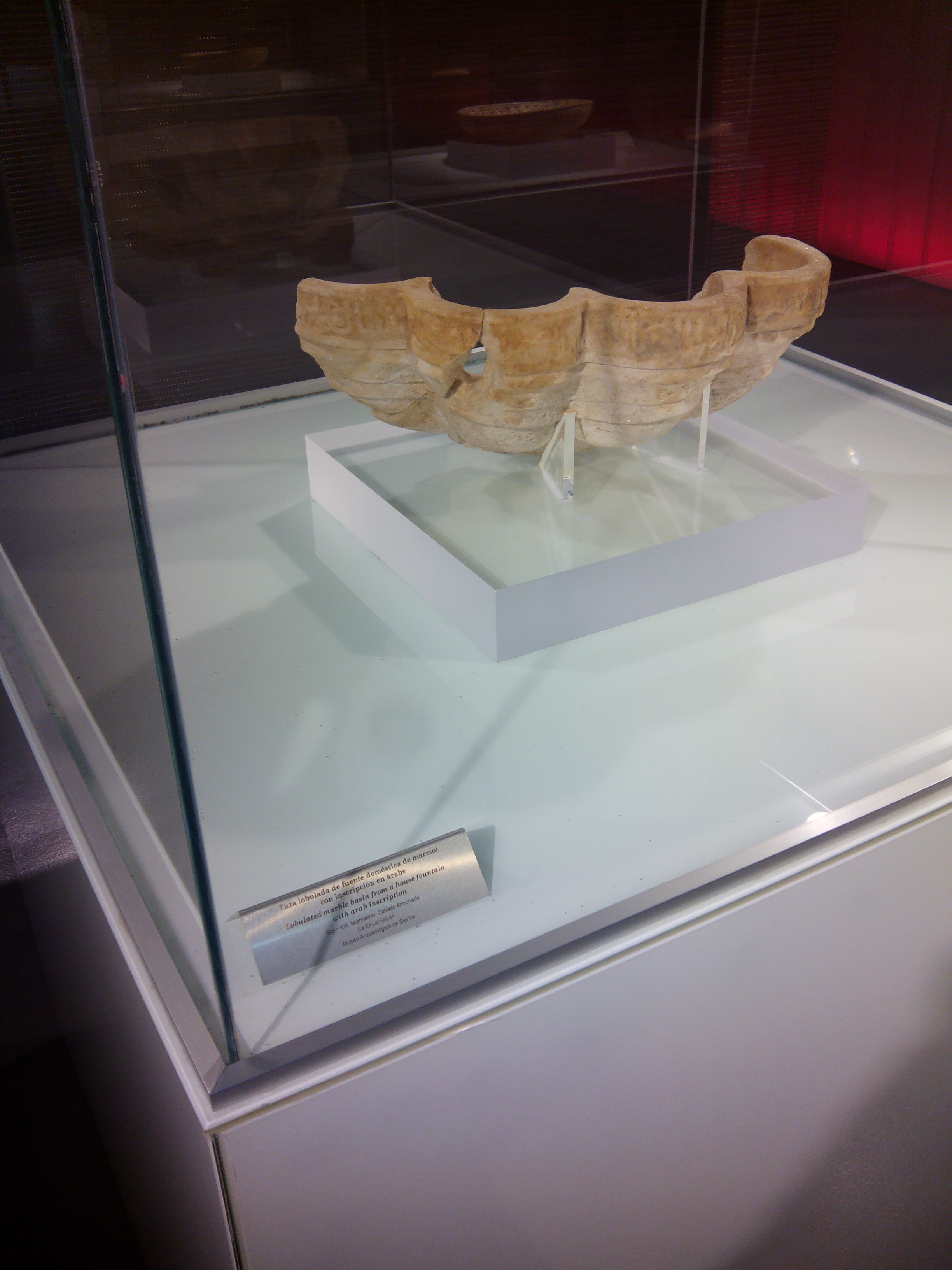
Tassa lobulada de font domèstica de marbre amb inscripció en àrab.. Califat almohade.

Al Magrib, es van imposar les dinasties locals: els hàfsides a Tunísia el 1229; els abdalwadites al Magrib central el 1239; o els merinisos, que el 1244 van conquerir Mequines, situada a l'oest del Magrib. A al-Àndalus, van sorgir els tercers regnes de taifes. Els nassarites de Granada van crear un regne independent que va perdurar fins a 1492. Al mateix temps, la Reconquesta progressava a bon ritme: Qurṭuba (actual Còrdova), la ciutat símbol de l'islam hispà, va caure en 1236; Balansiya (València), el 1238; Isbiliya (Sevilla), en 1248. Mursiyya (Múrcia) per la seva banda s'integrava en 1243 com a protectorat a la Corona de Castella i era definitivament conquerida en 1266. Aquests retrocessos successius i la desintegració de l'imperi sonaven a toc de difunts de la dinastia almohade, que acaba amb Abû al-`Ulâ al-Wâthiq Idrîs, després de la presa de Marràqueix pels benimerins en 1268. L'any següent, els benimerins es van apoderar de Tinmallal.

## Economia i comerç
Tot i les contínues guerres, l'imperi va ser pròsper durant el regnat dels tres primers califes.
A l'època dels almohades, els musulmans, que ja havien organitzat les formes del seu comerç en funció de les necessitats del trànsit internacional, van refinar els seus mètodes, en què es van inspirar els cristians. Tot i les diferències de religió, i malgrat fins i tot del desenvolupament de la carrera (on el control escapava als sobirans africans), les relacions i intercanvis entre cristians i musulmans no van deixar de créixer.
El Magrib no comerciava només amb Espanya, doncs els seus llaços comercials arribaven a les ciutats de Tunis, Bugia, Constantina, Tremecen i Ceuta (a Ceuta hi va haver un funduk marsellès, fundicium marcilliense, cap el 1236). Els béns produïts en aquesta zona eren transportats i intercanviats amb els estats de Pisa, Gènova, Venècia i la rica ciutat de Marsella. El 1186 i malgrat les diferències religioses, el califat va signar un tractat comercial amb Pisa.

## Art almohade
Els almohades van fer unes construccions simples, degut la seva vida al Magrib. Alguns exemples són la Torre del Oro i la Giralda (el minaret de la principal mesquita de la ciutat de Sevilla, que fou la capital Almohade), la mesquita Kutubiyya de Marràqueix i la Torre Hasan a Rabat.

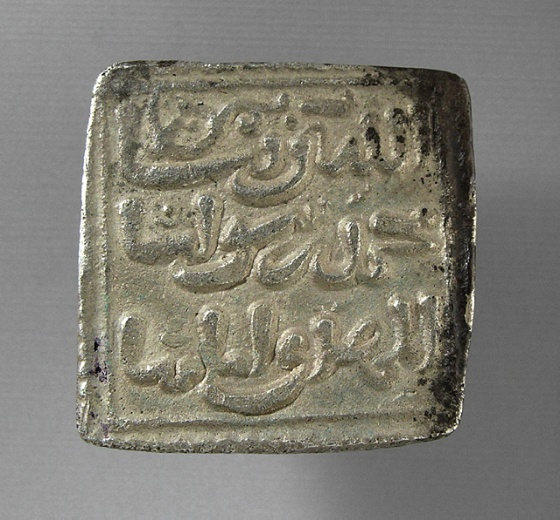
Dírham de plata almohade.

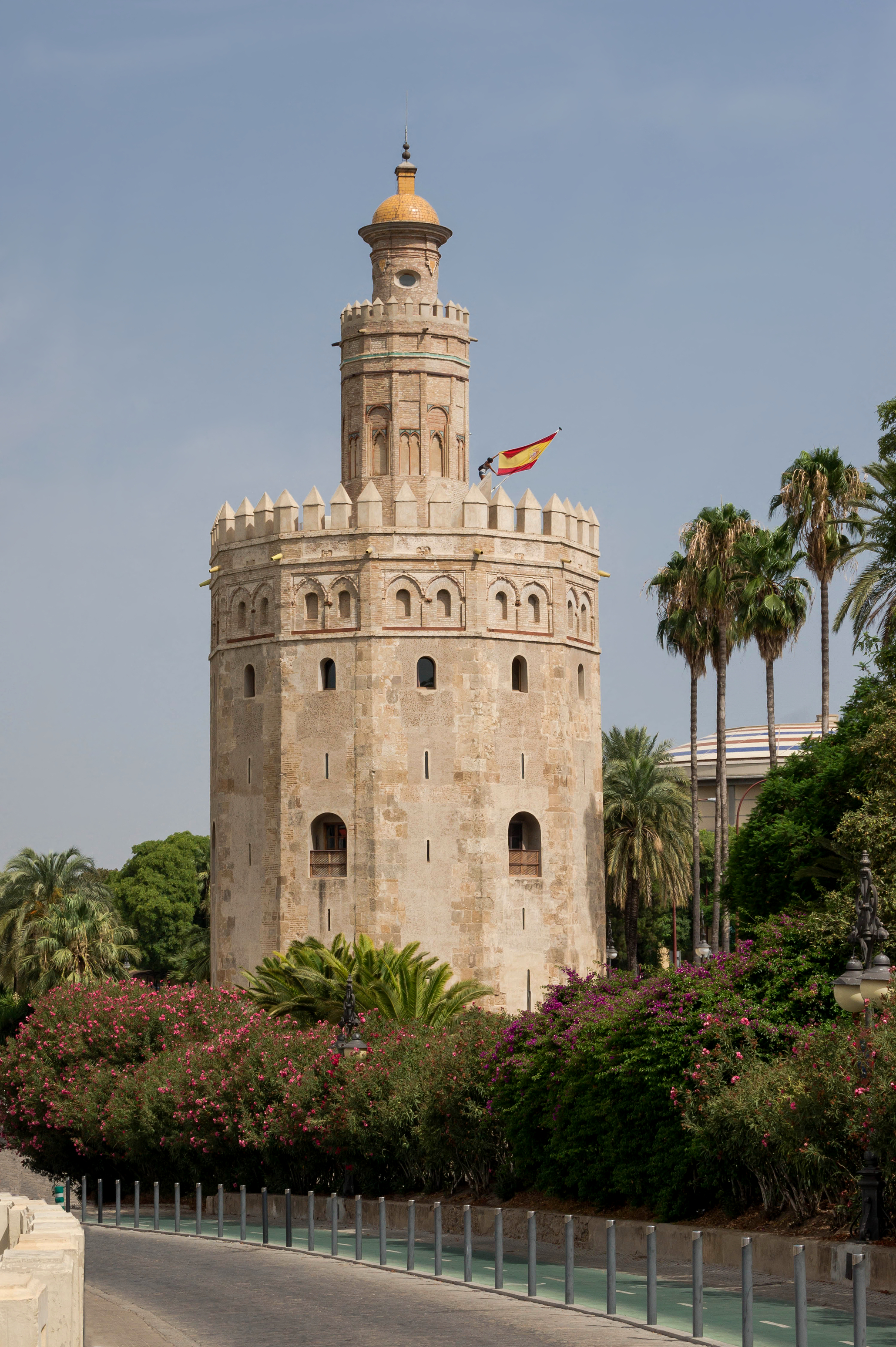
Torre del Oro (Sevilla)
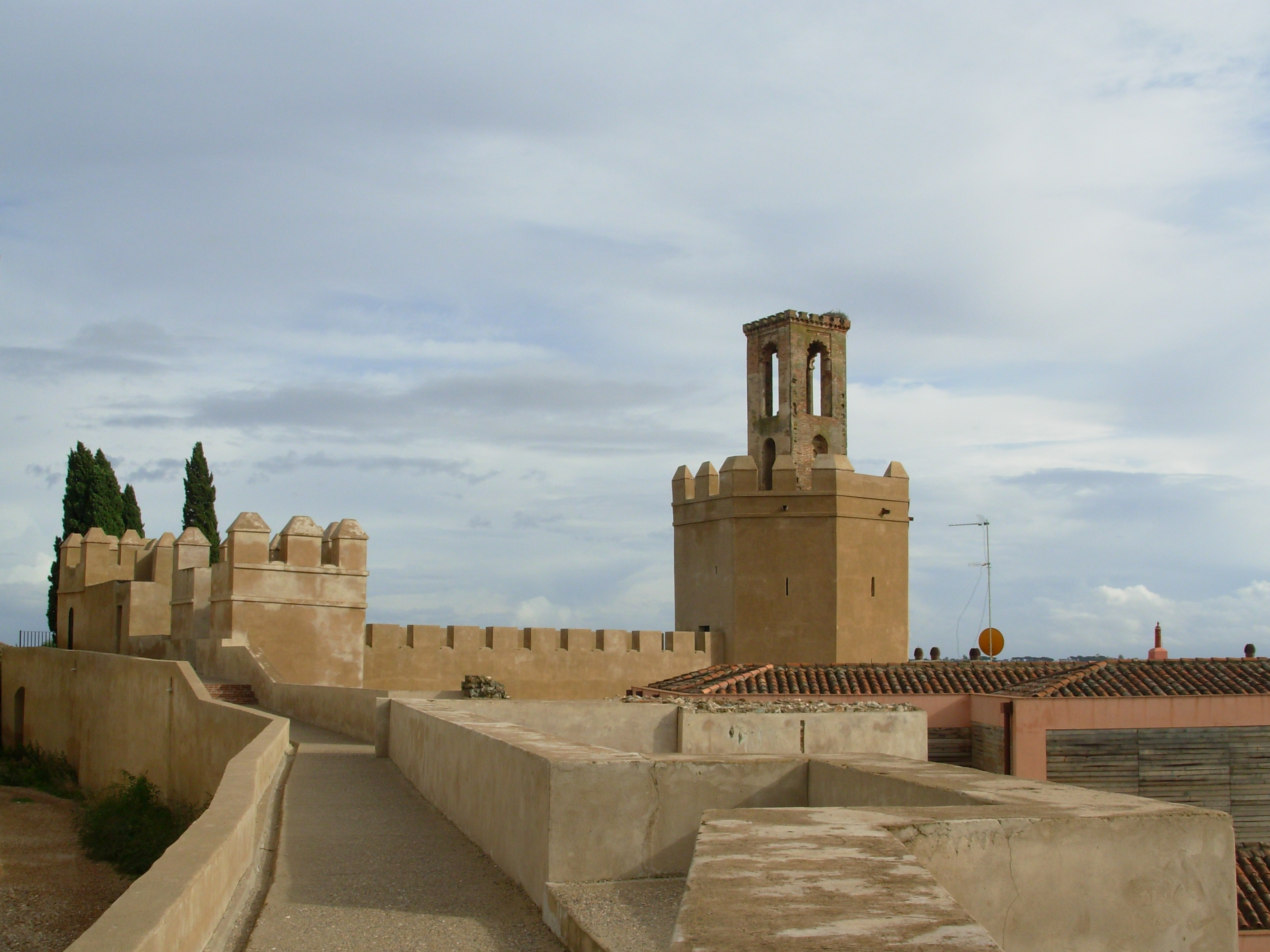
Torre d'Espantaperros (Badajoz)
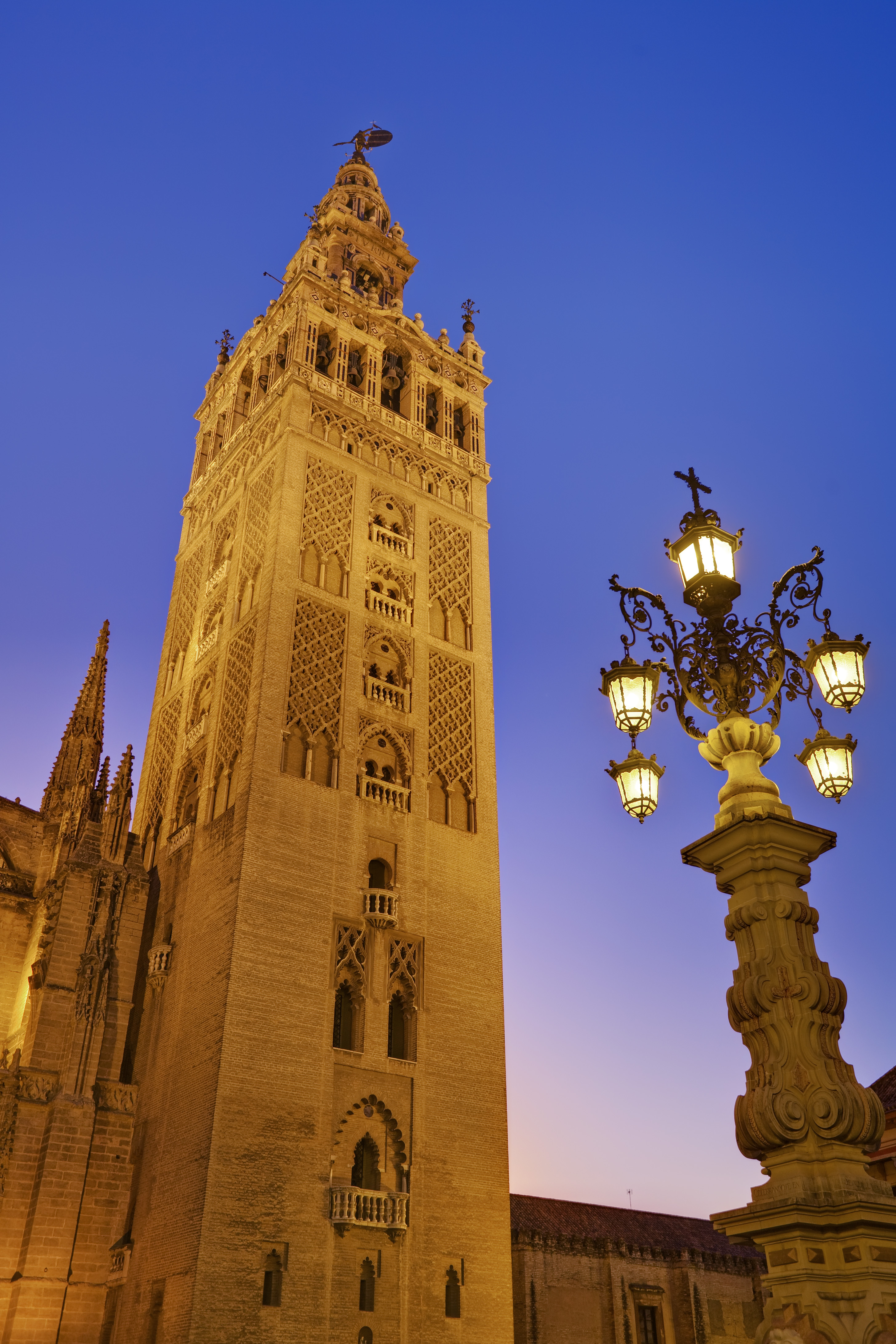
Giralda de Sevilla

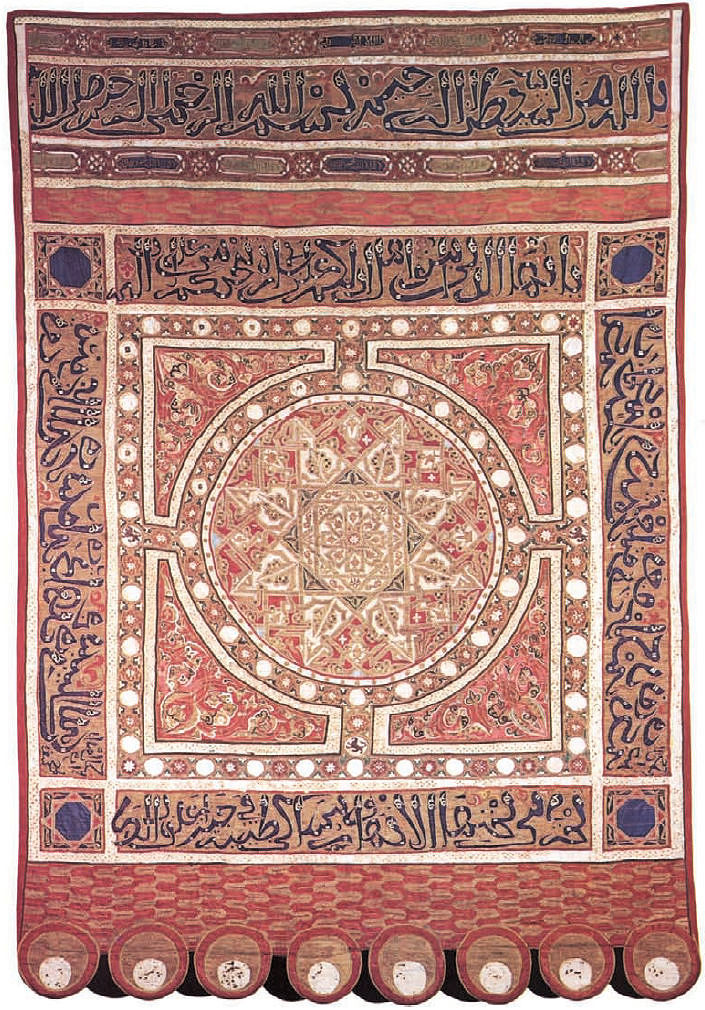
L'anomenat Pendó de Las Navas de Tolosa, conservat al Monestir de Las Huelgas, Burgos.

Un dels exemplars tèxtils més famosos conservats és el conegut com a “Pendó de Las Navas de Tolosa,” així anomenat perquè es va pensar que era un botí guanyat per Alfons VIII als almohades, a la Batalla de Las Navas de Tolosa en 1212. Alguns autors han considerat que va ser un botí guanyat uns anys després per Ferran III i que el pendó va ser després donat al Monestir de Santa Maria la Reial de Las Huelgas a Burgos, on roman actualment.
Miriam Ali-de-Unzaga ha argumentat que aquest estendard va ser teixit a mitjans del segle xiv i que molt possiblement és d'origen meriní, per les seves similituds amb els estendards meriníes del segle xiv, capturats a la Batalla del Salado (1340) que es conserven a la Catedral de Toledo. Argument recolzat per Amira K. Bennison. Tot i això, no es pot descartar una possible producció nassarita, ja que el Pendó conté diversos i nombrosos elements presents també en l'art d'aquesta dinastia.